# بغنو-نوراوانک
بغنو-نوراوانک (ارمنی: Բղենո-Նորավանք; انگلیسی: Bgheno-Noravank) یک صومعه حواری ارمنی واقع در حدود ۶ کیلومتری جنوبشرق روستای شینوهایر، در استان سیونیک، ارمنستان می‌باشد. ساخت و ساز این ساختمان سال ۱۰۶۲ میلادی؛ به پایان رسید. این بنا به سبک معماری ارمنی طراحی شده‌است.